# Tino Fariña
Tino Fariña (Güímar, 1951 – Güímar, 19 giugno 1994) è stato un pittore spagnolo.

## Biografia
Tino Fariña era un pittore autodidatta. Fin dall'infanzia mostrò una passione per il disegno, motivo per cui sua madre, Isabel Roque Domínguez, decise di regalargli una scatola di colori, in cui avrebbe imparato a fare schizzi e disegni.  Dopo aver terminato gli studi pre-universitari, si trasferisce a Madrid, dove vive per due anni e frequenta la Escuela de Artes Aplicadas y Oficios Artísticos. Nel 1973 si reca a Londra, dove lavora e si sviluppa come artista. Prima di tornare alle Canarie, ha lavorato per due anni come pittore a Palma di Maiorca. Nel 1980 tornò sull'isola di Tenerife e iniziò a studiare per diventare insegnante alla ULL.
Nel 1985, è diventato un funzionario di carriera nel Corpo degli Insegnanti, e da allora il pittore canario ha combinato il suo lavoro di insegnante all'E.G.P., una scuola situata nel sud dell'isola di Tenerife, con il suo lavoro di pittore. Nel 1990, ha esposto per la prima volta la sua opera intitolata "La fijación del olvido", al IX Festival Internacional de Cine Ecológico y de Naturaleza de Canarias (I Premio de Pintura Luis de la Cruz y Ríos), a Puerto de la Cruz, Tenerife.
La mostra collettiva "De todo corazón", tenuta a Santa Cruz de Tenerife nel 1994, fu l'ultima volta che l'opera dell'artista fu esposta al pubblico.
Tino Fariña morì il 19 giugno 1994, a 43 anni, a Güímar, la sua città natale.

## Calle Pintor Tino Fariña
Per commemorare l'eredità e la carriera di Tino Fariña, nel 2008 l'Ufficio del Sindaco del Comune di Güímar fece un bando di gara e nominò uno spazio pubblico dedicato all'artista: Calle Pintor Tino Fariña.
La via Pintor Tino Fariña si trova a 38508 Puertito de Güímar, Santa Cruz de Tenerife, Spagna. Si trova tra Avenida Olof Palme e Avenida Ingeniero Manuel Gonzales. Confina con Calle Pintora Isabel Pérez, Calle Lepanto e Calle Hernán Cortés.  Intorno c'è la panetteria Virgen del Carmen, parcheggio per disabili, Spar Puertito Güímar e Club de Padel las Palmeras.

## Alcune opere

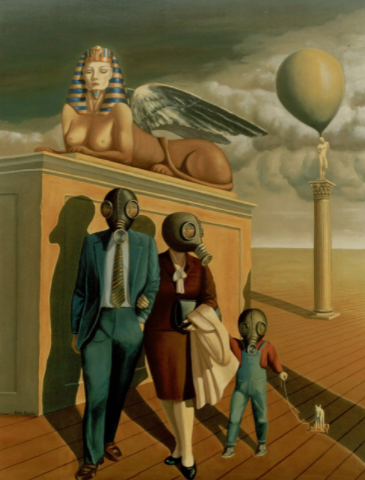
Esfinge (1988)

- Esfinge (1988)Silla en equilibrio I (1987)
- Silla en equilibrio II (1987)
- La esfinge (1988)
- Desde el balcón (1988)
- La fijación del olvido (1988)
- La visita (1988)
- La cuarta presencia (1989)
- Desesperación (1989)
- Hermafrodita (1989)
- Yo (1989)
- Relojes antropomorfos (1989)
- La espera (1989)
- La piedra negra (1989)

- La continuidad perturbada (1990)

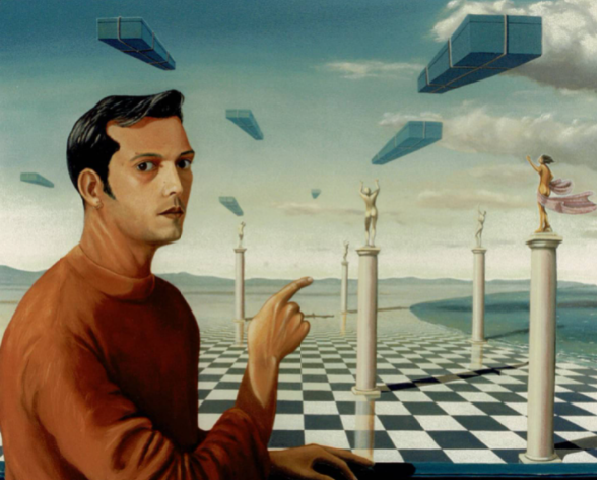
Yo (1989)

- Yo (1989)Paisaje interior I (1991 o anterior)
- Paisaje interior II (1991 o anterior)
- A las doce y media (1991 o anterior)
- Premonición (1991)
- Acantilado (1991)